# ВЛ (танк)
ВЛ («Владимир Ленин») — проєкт радянського надважкого танка, розроблений 1940 року. Залежно від озброєння маса танка становила від 260 до 460 т.

## Історія розробки
1940 року, враховуючи досвід радянсько-фінської війни 1939–1940 рр., конструкторами Поповим та Нухманом були розроблені проєкти танків ВЛ-С1, ВЛ-С2 і ВЛ-С3.

## Озброєння
Надважкі танки ВЛ передбачалося оснастити 130-мм морською гарматою Б-13 або 305-мм гарматою Б-23 (боєкомплект 100 пострілів). Гармата мала встановлюватися під обертовою баштою і призначалася для боротьби з дотами та довготривалими укріпленнями. Для боротьби з дрібними опорними пунктами передбачалося використовувати дві 76-мм гармати (боєкомплект 300 пострілів). 7,62-мм кулемети ДТ передбачалися для боротьби з піхотою та авіацією противника (боєкомплект кулеметів 15 000 патронів).

## Бронювання
Захист протиснарядний гомогенна. Корпус зварювався з бронеплит товщиною 40, 60, 75 і 125 мм. Лобова броня башти становила 125 мм, даху — 40 мм. Екіпаж танка становив п'ятнадцять осіб.

## Силова установка
Силова установка ДВС потужністю 2400 к.с. Трансмісія електромеханічна з приводом на ведучі колеса від тягових ЕД. Як силова установка розглядалося використання трьох двигунів ГАМ-34 потужністю 800 к.с. У серійних електровозів запозичили електродвигуни 4ДК — 3А потужністю 450 кВт.

## Рушійна частина
Гусенична з чотирма гусеницями з незалежним приводом на кожну. Ведучі колеса у внутрішніх пар гусениць перебували попереду, а напрямні — ззаду. Біля зовнішніх пар гусениць навпаки. Підвіска як у СУ-14 балансирна, пружинна. Управлявся танк з двох місць механіка-водія: переднього та кормового, завдяки цьому не було потрібно розвертати танк при зміні напрямку руху.
Через величезні габарити машини її транспортування по залізниці представляло великі труднощі. Для вирішення цієї проблеми передбачалася розбирання танка на 5 частин:
- головна башта;
- малі башти;
- ходова частина;
- 2 роз'ємні (вздовж) половини корпусу.

Для боротьби з дотами розроблявся проєкт ВЛ-С3 з гарматою Б-13, що відрізнявся меншою масою 260 т; варіант з гарматою Б-23, вага 320 т.

## Доля проєкту
Після оцінки проєкту дійшли висновку, що будівля його неможлива. В силу величезних розмірів та позамежної маси танк так і не був втілений в металі.